# Albertino Maria Maisonade
Albertino Maria Maisonade (ur. w Bordeaux, zm. 13 maja 1799 w opactwie Casamari k. Veroli) – francuski zakonnik katolicki, cysters, męczennik, ofiara prześladowań antykatolickich w Republice Partenopejskiej, państwie zależnym od rewolucyjnej Francji, błogosławiony Kościoła katolickiego.

## Życiorys
Urodził się w Bordeaux. Po wybuchu rewolucji francuskiej uciekł do Włoch. W 1792 roku wstąpił do zakonu cystersów w Casamari. 20 listopada 1793 złożył śluby zakonne proste. 13 maja 1799 roku klasztor został zajęty przez żołnierzy armii francuskiej w wyniku podboju Włoch i utworzenia Republiki Partenopejskiej. Brat Albertino Maria Maisonade został zamordowany poprzez postrzelenie dwa razy. 26 maja 2020 papież Franciszek podpisał dekret o męczeństwie jego i innych pięciu zakonników, co otworzyło drogę do ich beatyfikacji, która odbyła się 17 kwietnia 2021 w opactwie Casamari.